# Borlänge kommun
Borlänge kommun är en kommun i  Dalarnas län. Centralort är Borlänge, som är Dalarnas största tätort.
Den södra delen av kommunen, som tillhör Bergslagsregionen, är kuperad medan nordvästra delen består av slättmark varigenom Dalälven flyter. Fram till 1970-talet var industrin dominerande men i och med att dess betydelse minskat har kommunen istället profilerat sig inom transport och handel. 
Sett över tid har folkmängden ökat, även om enskilda år haft negativ  befolkningstrend. Under mandatperioderna under 2010-talet har kommunen haft växlande styre där det största partiet, Socialdemokraterna, varit med i samtliga koalitioner.

## Administrativ historik
Kommunens område motsvarar socknarna: Stora Tuna  och Torsång. I dessa socknar bildades vid kommunreformen 1862 landskommuner med motsvarande namn. 
I Stora Tuna landskommun fanns det två municipalsamhällen. Det första, Borlänge municipalsamhälle, inrättades den 29 maj 1891 och bröts ut den 1 januari 1898 för att bilda Borlänge köping. Det andra, Domnarvets municipalsamhälle, inrättades den 27 februari 1925 och bröts ut den 1 januari 1929 för att bilda Domnarvets landskommun. Borlänge stad bildades 1944 av Borlänge köping och Domnarvets landskommun.
Vid kommunreformen 1952 inkorporerades Torsångs landskommun i Stora Tuna landskommun medan Borlänge stad förblev opåverkad.
Borlänge kommun bildades vid kommunreformen 1971 av Borlänge stad och Stora Tuna landskommun.
Kommunen ingår sedan bildandet i Falu domkrets.
Kommunen ingår sedan 2013 i förvaltningsområdet för finska.

## Geografi
Kommunen är belägen i de sydöstra delarna av landskapet Dalarna. I väst-östlig riktning rinner Dalälven genom kommunen som i sydöst gränsar till Säters kommun, i väster till Ludvika kommun, i nordväst till Gagnefs kommun, i norr till Leksands kommun och i nordöst till Falu kommun, alla i Dalarnas län.

### Topografi och hydrografi
Södra och sydvästra delen av kommunen är en del av Bergslagsregionen med kuperade och skogbeväxta områden. Nordvästra delen av kommunen, i området kring Dalälven är det istället öppet slättområde på Tunaslätten. Badelundaåsen löper genom kommunen från nordväst till sydöst längs den så kallade preglaciala dalälvsfåran, en dalgång som är både bred och djup. Dalälven följer i stort sett den preglaciala dalälvsfåran och flyter in i kommunen från nordväst och ut från kommunen i öst. Sjön Runn, i närheten av Torsång, är tillflöde till älven. Även om Dalälven är helt reglerad så kan kraftiga regn, eller ökat vattenflöde, göra att områden längs älven översvämmas.
Nedan presenteras andelen av den totala ytan 2020 i kommunen jämfört med riket.
|  | Bebyggelse (8,9 %) |

|  | Skog (75,0 %) |

|  | Öppen myrmark (1,7 %) |

|  | Jordbruksmark (11,8 %) |

|  | Övrig mark (2,6 %) |

|  | Bebyggelse (3,1 %) |

|  | Skog (68,0 %) |

|  | Öppen myrmark (7,2 %) |

|  | Jordbruksmark (7,4 %) |

|  | Övrig mark (14,3 %) |

### Naturskydd
År 2022 fanns 21 naturreservat i kommunen varav nio var kommunala.
Frostbrunnsdalen är ett naturreservat av de kommunala naturreservaten. I reservatet finns  högt grundvatten som strömmar ut genom dalen och vidare ut i Tunaån. I reservatet finns "exklusiva" fjärilsarter som nätådrig parkmätare, springkornsfältmätare, gulryggig fältmätare och rotstreckad älvmätare. Rommehed är ett av de statliga naturreservaten som förvaltas av Länsstyrelsen i Dalarnas län. Området användes som Dalaregementets exercisfält under lång tid. Länsstyrelsen beskriver att "ett långvarigt trampslitage, i kombination med det torra och solexponerade läget och den lättdränerade sanden, har bildat en unik naturtyp". Detta gör att flora som fårsvingel, gulmåra, knytling, fältarv, femfingerört, kummin, röllika och rödven trivs.

### Administrativ indelning

Distrikt (socknar) inom Borlänge kommun

Fram till 2016 var kommunen för befolkningsrapportering indelad i Stora Tuna församling och Torsångs församling.
Från 2016 indelas kommunen istället i två distrikt, vilka motsvarar de tidigare socknarna – Stora Tuna och Torsång.
År 2015 fanns fortfarande samma församlingar som vid årsskiftet 1999/2000, vilket distriktsindelningen är baserad på.

### Tätorter
Det finns åtta tätorter i Borlänge kommun.
I tabellen presenteras tätorterna i storleksordning per den 31 december 2015.
| Nr | Tätort                | Befolkning |
| -- | --------------------- | ---------- |
| 1  | Borlänge (centralort) | 41 955     |
| 2  | Romme                 | 1 735      |
| 3  | Ornäs                 | 1 083      |
| 4  | Torsång               | 712        |
| 5  | Halvarsgårdarna       | 317        |
| 6  | Idkerberget           | 252        |
| 7  | Norr Amsberg          | 238        |
| 8  | Repbäcken             | 233        |

## Styre och politik

### Styre
Mandatperioden 2010 till 2014 styrde en minoritetskoalition bestående av Socialdemokraterna och Miljöpartiet.
Efter valet 2014 styrde de rödgröna tillsammans med det lokala partiet Omsorg för alla. Koalitionen förlorade tre mandat i valet 2018 varför en ny regnbågskoalition bildades vilket inkluderade Socialdemokraterna, Miljöpartiet, Omsorg för alla, Centerpartiet och Liberalerna. Efter valet 2022 meddelades att Socialdemokraterna och Moderaterna gått samman för att bilda nytt styre. Uppgörelsen beskrevs som "historisk" då partierna aldrig tidigare styrt tillsammans i Borlänge kommun.

### Kommunfullmäktige

#### Presidium
| Presidium 2022–2026    | Presidium 2022–2026 | Presidium 2022–2026 |
| ---------------------- | ------------------- | ------------------- |
| Ordförande             | S                   | Lars Ivarsson       |
| Förste vice ordförande | KD                  | Samuel Hedström     |
| Andre vice ordförande  | M                   | Jenni Sjöblom       |

#### Mandatfördelning 1970–2022
| 3 | 34 | 15 | 6 | 3 |

| 47 | 14 |

| 3 | 34 |  | 16 | 3 | 4 |

| 46 | 15 |

|  | 35 |  | 15 | 4 | 4 |

| 45 | 16 |

| 3 | 33 |  | 12 | 4 | 7 |

| 43 | 18 |

| 3 | 36 |  | 9 |  | 9 |

| 43 | 18 |

| 4 | 32 | 4 | 6 | 6 | 9 |

| 38 | 23 |

| 4 | 31 | 6 | 7 | 6 | 7 |

| 39 | 22 |

| 3 | 30 | 3 |  | 6 | 4 | 4 | 9 |

| 39 | 22 |

| 4 | 36 | 4 | 5 |  |  | 8 |

| 32 | 29 |

| 7 | 32 | 4 | 3 |  | 4 | 9 |

| 32 | 29 |

| 5 | 31 | 3 |  | 5 | 6 | 3 | 7 |

| 33 | 28 |

| 4 | 28 |  | 3 |  | 5 | 4 |  | 11 |

| 34 | 27 |

| 5 | 24 |  | 4 | 7 | 4 |  |  | 11 |

| 32 | 29 |

| 4 | 22 | 3 |  | 12 | 5 |  |  | 9 |

| 38 | 23 |

| 5 | 20 |  |  | 10 | 5 | 3 | 3 | 12 |

| 36 | 25 |

| 4 | 21 |  | 11 | 5 | 3 | 4 | 11 |

| 37 | 24 |

### Nämnder

#### Kommunstyrelse
| Presidium 2022–2026    | Presidium 2022–2026 | Presidium 2022–2026 |
| ---------------------- | ------------------- | ------------------- |
| Ordförande             | S                   | Erik Nises          |
| Förste vice ordförande | M                   | Ulrik Bergman       |
| Andre vice ordförande  | KD                  | Jonas Hillerström   |

#### Lista över kommunstyrelsens ordförande
Kommunstyrelsens ordförande är även kommunens kommunalråd.
- Peter Hultqvist, Socialdemokraterna, 1998–2006
- Nils Persson, Socialdemokraterna, 2006–1 juli 2011[20]
- Jan Bohman, Socialdemokraterna, juli 2011–2022[21]
- Erik Nises, Socialdemokraterna, 1 januari 2023–[22]

Denna lista hämtas från Wikidata. Informationen kan ändras där.

#### Övriga nämnder
| Nämnd                              | Ordförande | Ordförande           | Förste vice ordförande | Förste vice ordförande | Andre vice ordförande | Andre vice ordförande |
| ---------------------------------- | ---------- | -------------------- | ---------------------- | ---------------------- | --------------------- | --------------------- |
| Gymnasienämnden                    | M          | Hans Moberg          | S                      | Hanna Vangen Engström  | L                     | Ann-Sofie Jansson     |
| Kultur- och fritidsnämnden         | S          | Maslah Omar          | M                      | Bengt Benjaminsson     | MP                    | Mursal Isa            |
| Miljö- och samhällsbyggnadsnämnden | S          | Juha Nieminen Jusola | M                      | Jenni Sjöblom          | KD                    | Daniel Johansson      |
| Omsorgsnämnden                     | M          | Marianne Henriksson  | S                      | Lars Ivarsson          | Ob.                   | Anita Tjernberg       |
| Skolnämnden                        | S          | Sara Fernlund        | M                      | Robert Hellström       | KD                    | Fredrik Haglind       |
| Social- och arbetsmarknadsnämnden  | S          | Cecilia Rodin        | M                      | Christer Navjord       | KD                    | Sonja Johansson       |
| Valnämnden                         | S          | Bertil Stoltz        | M                      | Sven-Erik Nilsson      |                       |                       |

### Valresultat 2022
| Parti                            | Valdistrikt               | Valdistrikt | Kommun  |
| Parti                            | Starkaste                 | Andel       | Andel   |
| -------------------------------- | ------------------------- | ----------- | ------- |
| S                                | Tjärna Allé               | 60,10 %     | 33,43 % |
| SD                               | Väster Tuna - Idkerberget | 29,75 %     | 18,67 % |
| M                                | Torsång                   | 28,96 %     | 17,86 % |
| C                                | Kyrkbygden - Söder Tuna   | 11,56 %     | 7,51 %  |
| V                                | Hagalund N                | 13,61 %     | 6,61 %  |
| KD                               | Torsång                   | 10,27 %     | 6,03 %  |
| L                                | Tjärna Ängar - Paradiset  | 8,21 %      | 4,82 %  |
| MP                               | Hushagen - Forssa         | 4,38 %      | 2,57 %  |
| NyF                              | Ornäs                     | 7,02 %      | 1,96 %  |
| PNy                              | Bullermyren               | 1,61 %      | 0,25 %  |
| Data hämtat från Valmyndigheten. |                           |             |         |

Exklusive uppsamlingsdistrikt. Partier som fått mer än en procent av rösterna i minst ett valdistrikt redovisas.

## Ekonomi och infrastruktur

### Näringsliv
Industrisektorn dominerade det lokala näringslivet fram till slutet av 1970-talet. Andelen arbetstillfällen inom industrin har dock minskat och i början på 2020-talet sysselsätter endast omkring 14 procent av de förvärvsarbetande. Bland större industrier märks SSAB och Stora Enso Kvarnsvedens Bruk. Det finns ett större antal små och medelstora företag i kommunen, bland annat inom verkstadsindustrin. Det är också inom de relaterade sektorerna transport- och handel som kommunen kommit att profilera sig. Det är de förhållandevis goda förbindelserna inom järnväg, väg och flygplats som gjort denna profilering möjlig. Andra större arbetsgivare är kommunen, regionen samt Trafikverket.

### Infrastruktur

#### Transporter
Från nordöst till nordväst genomkorsas kommunen av E16 i en rak vinkel genom Borlänge. Från sydöst mot nordöst löper riksväg 70 och från sydväst till nordöst riksväg 50. Från öster mot sydväst löper Bergslagsbanan som trafikeras av Tåg i Bergslagens regionaltåg mellan Gävle och Örebro. Från nordväst mot sydöst genomkorsas kommunen av Dalabanan mellan Mora och Uppsala som trafikeras av SJ:s fjärrtåg och Tåg i Bergslagens regionaltåg.
I kommunen finns också den internationella flygplatsen Dala Airport.

## Befolkning

### Demografi

#### Befolkningsutveckling
| Befolkningsutvecklingen i Borlänge kommun 1970–2020                                                             | Befolkningsutvecklingen i Borlänge kommun 1970–2020 | Befolkningsutvecklingen i Borlänge kommun 1970–2020 | Befolkningsutvecklingen i Borlänge kommun 1970–2020 | Befolkningsutvecklingen i Borlänge kommun 1970–2020 |
| --- | --------------------------------------------------- | --------------------------------------------------- | --------------------------------------------------- | --------------------------------------------------- |
| |                                                     |                                                     |                                                     |                                                     |
| År |                                                     |                                                     | Folkmängd                                           |                                                     |
| 1970 | 1970                                                |                                                     | 43 854                                              |                                                     |
| 1975 | 1975                                                |                                                     | 46 208                                              |                                                     |
| 1980 | 1980                                                |                                                     | 46 794                                              |                                                     |
| 1985 | 1985                                                |                                                     | 45 858                                              |                                                     |
| 1990 | 1990                                                |                                                     | 46 671                                              |                                                     |
| 1995 | 1995                                                |                                                     | 48 461                                              |                                                     |
| 2000 | 2000                                                |                                                     | 47 206                                              |                                                     |
| 2005 | 2005                                                |                                                     | 46 987                                              |                                                     |
| 2010 | 2010                                                |                                                     | 49 251                                              |                                                     |
| 2015 | 2015                                                |                                                     | 50 988                                              |                                                     |
| 2020 | 2020                                                |                                                     | 52 394                                              |                                                     |
| Anm: Uppgifterna avser förhållandena den 31 december enligt den kommunala indelningen den 1 januari året efter. |                                                     |                                                     |                                                     |                                                     |

#### Utländsk bakgrund
Den 31 december 2014 utgjorde antalet invånare med utländsk bakgrund (utrikes födda personer samt inrikes födda med två utrikes födda föräldrar) 10 337, eller 20,38 % av befolkningen (hela befolkningen: 50 715 den 31 december 2014). Den 31 december 2002 utgjorde antalet invånare med utländsk bakgrund enligt samma definition 5 378, eller 11,43 %.

#### Invånare efter de vanligaste födelseländerna
Den 31 december 2014 utgjorde folkmängden i Borlänge kommun 50 715 personer. Av dessa var 7 849 personer (15,5 %) födda i ett annat land än Sverige. I denna tabell har de nordiska länderna samt de 12 länder med flest antal utrikes födda (i hela riket) tagits med. En person som inte kommer från något av de här 17 länderna har istället av Statistiska centralbyrån förts till den världsdel som deras födelseland tillhör.
| Födelseland      | Födelseland                       | Födelseland |
| ---------------- | --------------------------------- | ----------- |
| 31 december 2014 |                                   |             |
| 1                | Sverige                           | 42 866      |
| 2                | Somalia                           | 2 190       |
| 3                | Finland                           | 997         |
| 4                | Irak                              | 606         |
| 5                | Asien: Övriga länder              | 562         |
| 6                | Turkiet                           | 539         |
| 7                | Syrien                            | 436         |
| 8                | Afrika: Övriga länder             | 380         |
| 9                | Europeiska unionen: Övriga länder | 366         |
| 10               | Thailand                          | 315         |
| 11               | Iran                              | 188         |
| 12               | Europa utom EU: Övriga länder     | 140         |
| 12               | Kina                              | 140         |
| 14               | Norge                             | 133         |
| 15               | / SFR Jugoslavien/FR Jugoslavien  | 114         |
| 15               | Sydamerika                        | 114         |
| 17               | Bosnien och Hercegovina           | 113         |
| 17               | Danmark                           | 113         |
| 19               | Polen                             | 100         |
| 20               | Nordamerika                       | 98          |
| 21               | Afghanistan                       | 83          |
| 22               | Tyskland                          | 82          |
| 23               | Oceanien                          | 17          |
| 24               | Okänt födelseland                 | 9           |
| 24               | Sovjetunionen                     | 9           |
| 26               | Island                            | 5           |

## Kultur

### Konstarter

#### Arkitektur
Kommunens snabba framväxt från bruksort på slutet av 1800-talet har präglat arkitekturen. År 1944 blev Borlänge en stad och då fick Gustav Linden i uppdrag att skapa en generalplan för Borlänge köping,  Domnarvet och Borlänge stad. Jordbruksmark och trafikleder skulle skiljas de olika stadsdelarna liksom olika höjder och täthet i de olika delarna. Ett av ledorden var symmetri. Det som idag är stadskärnan är byggd i modern tid. Ett exempel är Kupolen, Dalarnas största köpcentrum som byggdes på 1990-talet.
Hösten 2018 utsåg Arkitekturupproret Borlänge till "Sveriges fulaste stad" och ungefär samtidigt fick Bygg- och kartkontoret i uppdrag att påbörja arbetet med att göra en förstudie för ett nytt arkitekturprogram. I arbetet med programmet har invånarna involverats och ledorden blev "Hellre ful och trevlig än snygg och tråkig". En del av det nya programmet är träbyggnadsstrategin.

### Kulturarv

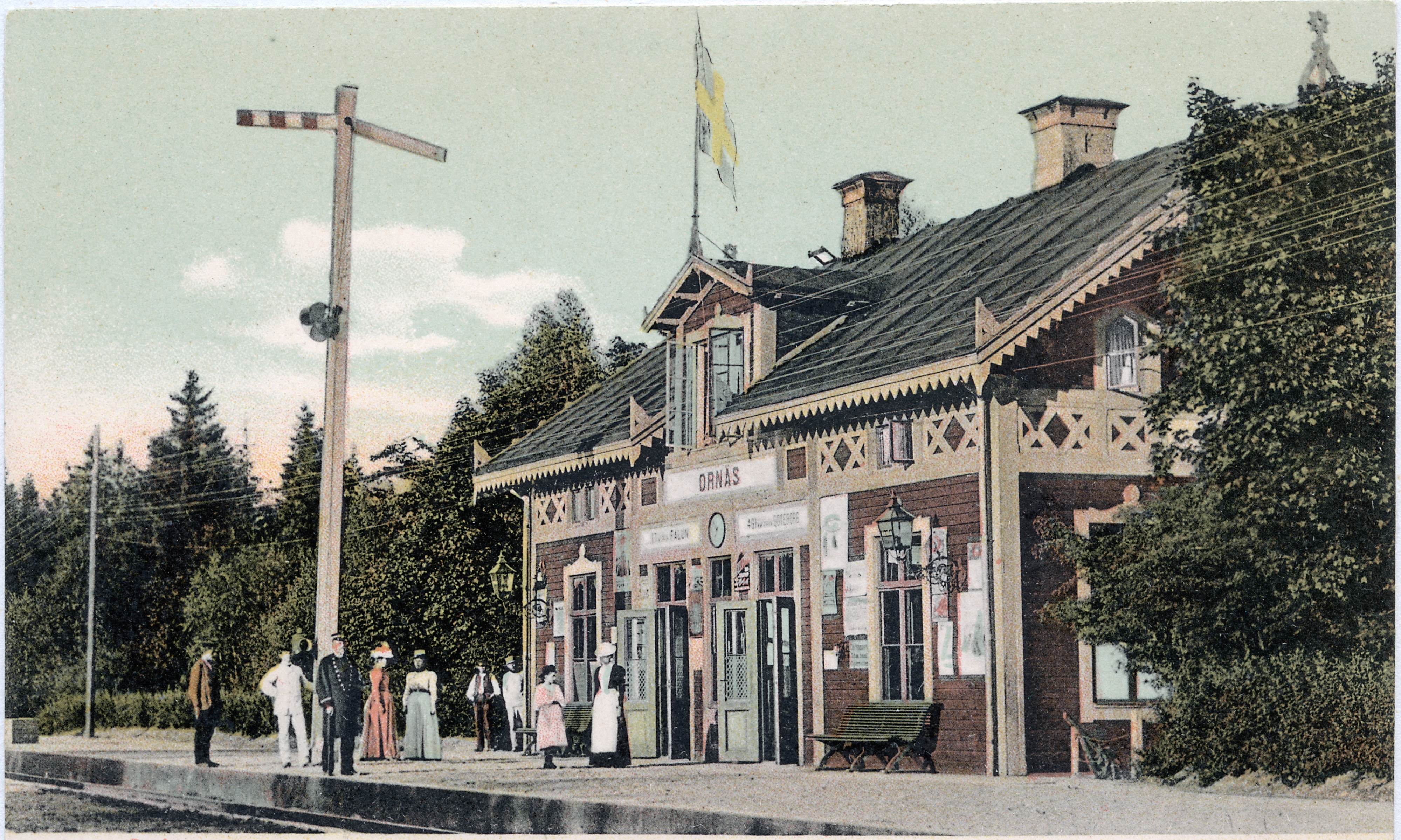
Ornäs station omkring 1900.

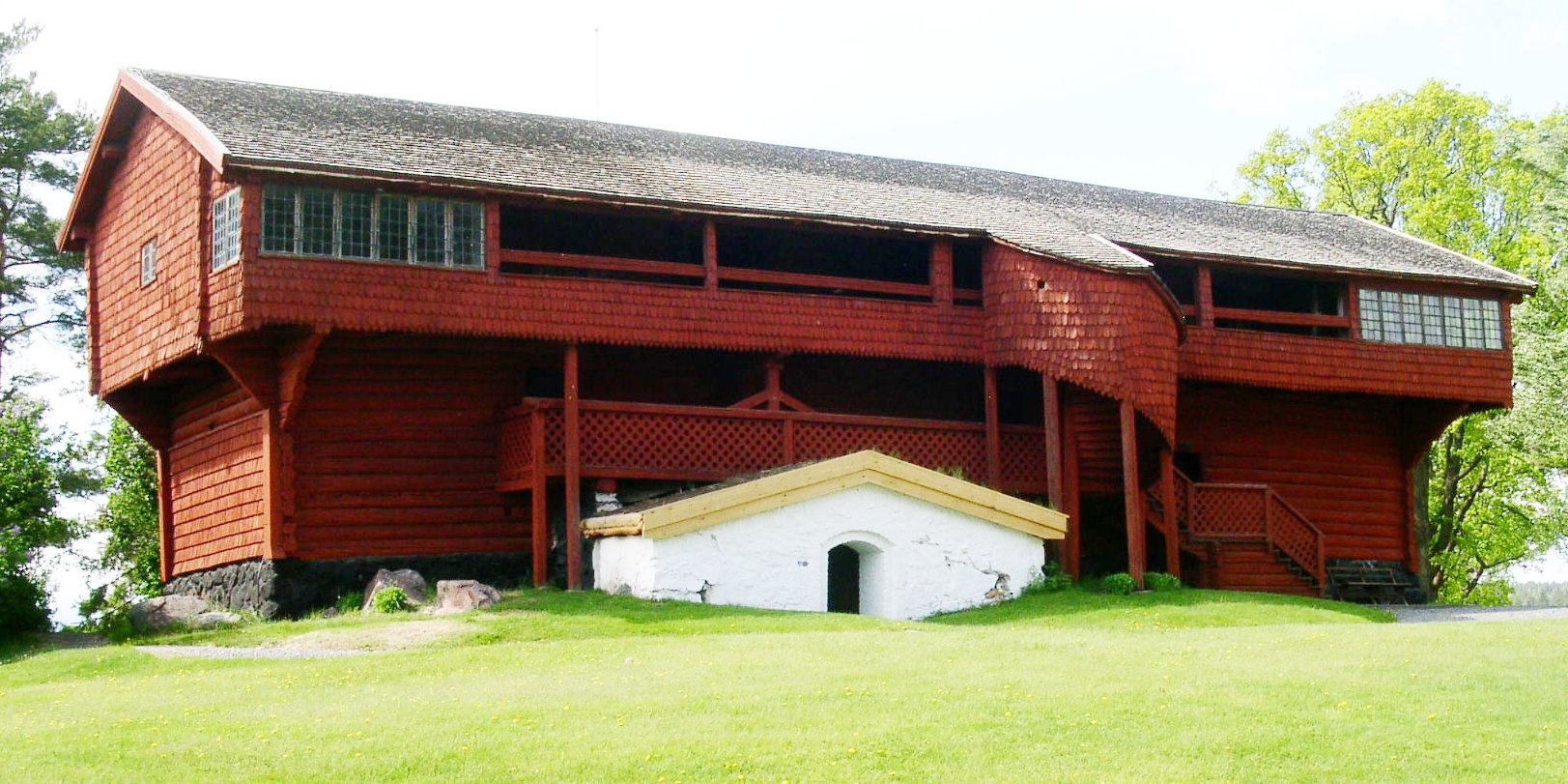
Ornässtugan, en loftbod från tidigt 1500-tal.

- Domnarvets industriskola, är en byggnad som ligger i stadsdelen Hushagen. Efter en byggnadstid på nio månader togs den i bruk sommaren 1932. Fastighetens ligger vid Utanforsvägen. Byggnaderna, ursprungligen två, numera sammanbyggda till en, ritades av arkitekten Osvald Almqvist. Byggnaderna räknas till ett av funktionalismens genombrottsverk i Sverige och är byggnadsminne sedan den 21 oktober 1985.

- Ornäs station, stationsbyggnad vid järnvägen mellan Borlänge C och Falu C, är belägen i Ornäs.[38] Stationshusen är ett välbevarat exempel på de mindre stationer, som uppfördes i ett stort antal på de olika bansträckorna. Denna typ av station är numera sällsynt, då många liknande stationer rivits eller förändrats väsentligt. Stationen och dess miljö har därför ett högt kulturhistoriskt värde. Stationen är ett statligt byggnadsminne sedan den 29 mars 2018.[39]

- Ornässtugan, eller Ornäsloftet, i Ornäs är en byggnad från 1504/05 och ett av Sveriges äldsta museer. Museiverksamheten började redan i mitten av 1700-talet. Den dåvarande ägaren, Jacob Brandberg, samlade in föremål som anknöt till Gustav Vasas öden och äventyr i Dalarna, där Ornässtugan hade spelat en viktig roll. Sedan den 25 januari 1935 är hela området med fyra byggnader – loftbyggnaden, bostadshuset, uthuslängan och smedjan – ett lagskyddat staligt byggnadsminne.[40] Byggnaden ägs och förvaltas av Statens fastighetsverk.[41] Här gömde sig enligt sägnen den blivande kungen Gustav Vasa undan de danska knektarna. När de var nära att hitta honom flydde han ut genom avträdet. Guidade turer ordnas sommartid.
- Torsångs kyrka är Dalarnas äldsta kyrka som byggdes under första halvan av 1300-talet. Kyrkan är byggd av gråsten med detaljer i hårdbränt tegel, vilka påminner om Västerås domkyrka.[42]

### Kommunvapen
Blasonering: Medelst vågskuror två gånger av blått, silver och rött styckad sköld, i första fältet ett järnmärke och i tredje en balkvis ställd yxa, båda av silver.
Detta vapen fastställdes av Kungl Maj:t den 21 januari 1938 för Domnarvets landskommun. 1942 fastställdes ett vapen för Borlänge köping med en våg och en båt. När Borlänge stad bildades 1944 antogs Domnarvets vapen. Efter kommunbildningen 1971 fanns även vapen för Stora Tuna och Torsång att tillgå (I Dalarna hade även de flesta landskommuner vapen). Till att börja med användes en logotyp med ett gement b och en vågskura men 1978 beslöt man att låta registrera det gamla stadsvapnet för den nya kommunen.

Borlänge köping (1942–1943)
Domnarvets landskommun (1938–1943) Borlänge stad (1944–1970) Borlänge kommun (1971-)
Stora Tuna landskommun (1943–1970)
Torsångs landskommun (1945–1951)

- Domnarvets landskommun
(1938–1943)
Borlänge stad
(1944–1970)
Borlänge kommun
(1971-)
- Stora Tuna landskommun
(1943–1970)
- Torsångs landskommun
(1945–1951)